# 樱桃李
樱桃李（学名：Prunus cerasifera）为蔷薇科李属的植物。分布在巴尔干半岛、小亚细亚、天山、中亚、伊朗以及新疆等地，生长于海拔800米至2,000米的地区，见于山坡林中、多石砾的坡地及峡谷水边。Pissardii、Nigra、Woodii等品种叶片呈红紫色，俗称紫叶李、红叶李，是常见的观赏树木。紫叶李品种Atropurpurea与沙樱桃的杂交品种紫叶矮樱叶子也呈紫色 。此外，樱桃李还有花叶品种Hessei、粉花品种Lindsayae。